# Leptogenys crassicornis
Leptogenys crassicornis  (лат.) — вид муравьёв (Formicidae) рода Leptogenys из подсемейства Ponerinae. Китай, Мьянма. Мелкие муравьи коричневого цвета (TL 4.8-5.0 мм). Глаза среднего размера, расположены в переднебоковых частях головы. Жвалы вытянутые, сомкнутые прикасаются к клипеусу (без зазора между ними), с 3 зубцами на жевательном крае, внутренний край без зубцов. Голова короткая (CI: 83-86), субквадратная. Голова и брюшко, в основном, гладкие и блестящие, с мелкими пунктурами.  Усики 12-члениковые. Нижнечелюстные щупики 4-члениковые, нижнегубные щупики состоят из 4 сегментов. Стебелёк состоит из одного членика (петиоль). Петиоль выше своей длины. Вид был впервые описан в 1895 году итальянским энтомологом Карло Эмери.